# The Scientist
«The Scientist» és el setè senzill de la banda anglesa de rock alternatiu Coldplay i el segon senzill del seu segon àlbum A Rush of Blood to the Head. Al Regne Unit es va llançar com a segon senzill aconseguint arribar a la desena posició de la llista de senzills, i als Estats Units es va llançar com a tercer. Posteriorment també es va incloure en l'àlbum en directe del 2003, Live 2003. La cançó va rebre molt bones crítiques per part dels mitjans especialitzats i el videoclip va guanyar tres premis en els MTV Music Video Awards gràcies a la tècnica de la cronologia inversa.
En el llibret de l'àlbum hi ha la citació "The Scientist is Dan." (en català, "El científic és en Dan"), referint-se a Dan Keeling, l'home A&R que va signar la banda a Parlophone.

## Música i lletra
Chris Martin va escriure "The Scientist" després d'escoltar la cançó "All Things Must Pass" de George Harrison, encara que en la composició de la cançó hi van col·laborar tots els components del grup. Les lletres parlen d'un home que desitja estimar i demanar disculpes tot i la seva impotència davant l'amor
Es tracta d'una balada de piano i conté un riff d'aquest instrument. Comença la balada amb el Chris Martin tocant una melodia amb el piano mentre va cantant i la resta del grup s'hi uneix després de la primera tornada.

## Publicació

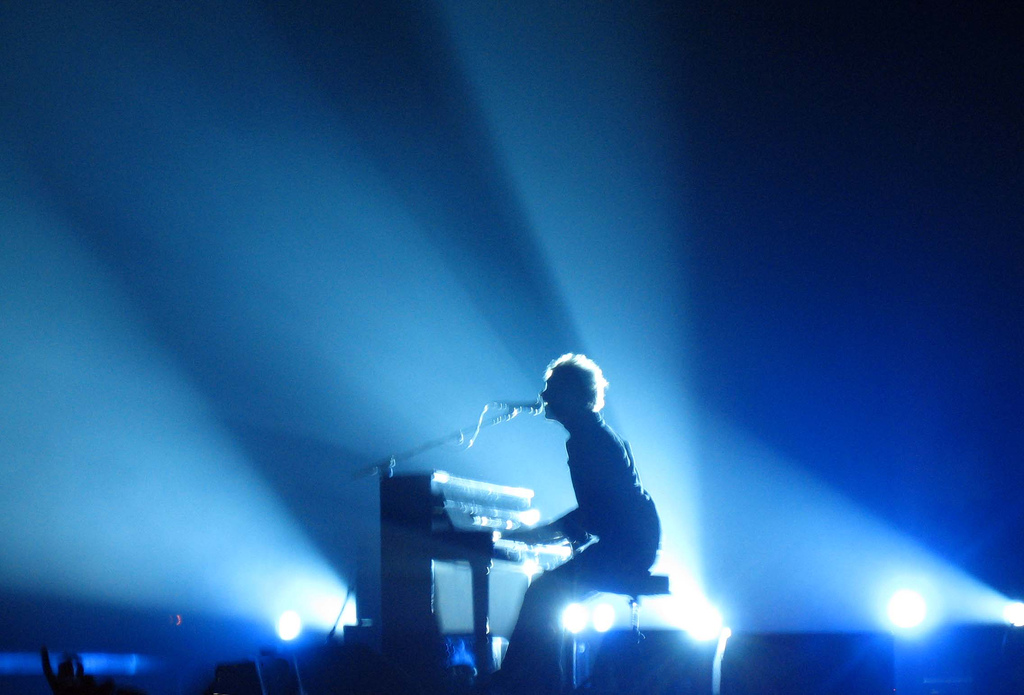
Chris Martin tocant "The Scientist" amb el seu piano durant la gira Twisted Logic Tour del 2005 a Barcelona.

El senzill es va llançar el 4 de novembre de 2002 a Europa com a segon senzill de l'àlbum amb dues cares B: "1.36" i "I Ran Away". Pel que fa als Estats Units, la seva discogràfica en aquest país va preferir llançar abans la cançó "Clocks", de manera que finalment no es va publicar fins al 15 d'abril de 2003. La portada del senzill va ser creada per Sølve Sundsbø, que com l'àlbum i la resta de senzills, presenta al bateria del grup Will Champion.
Les crítiques sobre la cançó van ser molt positives destacant la fantàstica balada amb el piano i el falsetto final. Molts mitjans valoren la cançó com una seqüela de l'anterior senzill "Yellow".
The Scientist va ser versionada per Aimee Mann en directe i després llançada en una edició especial del seu àlbum Lost in Space. Natasha Bedingfield, Eamon i Avril Lavigne també van versionar la cançó en el programa de ràdio Live Lounge de Jo Whiley. Posteriorment, la banda Sum 41 va copiar els acords de la cançó. El programa de televisió MADtv va realitzar una paròdia del videoclip titulada "The Narcissist". La cançó es va incloure en la banda sonora de la pel·lícula Wicker Park, estrenada l'any 2004.

## Videoclip
La principal característica del videoclip és que utilitza la tècnica de la cronologia inversa. Per aquest motiu, el cantant Chris Martin va necessitar un mes per aprendre a cantar la cançó cap enrere. Dirigit per Jamie Thraves, el rodatge es va realitzar en diversos llocs com Londres o el bosc Bourne Woods de Surrey, i es va estrenar el 14 d'agost de 2002. El videoclip presenta el cantant Chris Martin caminant endarrere a través d'una ciutat, sortint als suburbis i eventualment al bosc, agafant diversos peces de vestir i marxa. En el video també hi apareix l'actriu irlandesa Elaine Cassidy.
L'any 2003, el videoclip va ser guardonat amb tres premis en els MTV Video Music Awards: millor vídeo de grup, millor direcció i vídeo més trencador. En la gala de premis Grammy va ser nominat per al premi Best Short Form Music Video, però va guanyar el premi Johnny Cash per Hurt.

## Llista de cançons
1. "The Scientist" − 5:11
2. "1.36" − 2:05
3. "I Ran Away" − 4:26

- La cançó "1.36" inclou a Tim Wheeler del grup Ash a la guitarra.

### DVD
1. "The Scientist" (Edit)
2. "The Scientist" (Vídeo rebobinant)
3. "Lips Like Sugar" (Directe)